# Andreas Ludwig
Andreas Ludwig (Ulm, 1990. szeptember 11. –) német labdarúgó, a VfR Aalen középpályása.

## Külső hivatkozások
- Adatlapja a transfermarkt.de oldalon